# Swen König
Swen König (Suiza, 3 de septiembre de 1985) es un futbolista suizo. Juega de portero y su actual club es el AC Bellinzona.

## Selección nacional
Ha sido internacional con la Selección de fútbol de Suiza Sub-20.

### Participaciones en Copas del Mundo
| Mundial                                | Sede         | Resultado    |
| -------------------------------------- | ------------ | ------------ |
| Copa Mundial de Fútbol Juvenil de 2005 | Países Bajos | Primera fase |

## Clubes
| Club                | País          | Año       |
| ------------------- | ------------- | --------- |
| FC Aarau            | Suiza         | 2003-2005 |
| FC Vaduz            | Liechtenstein | 2005-2006 |
| FC Wohlen           | Suiza         | 2006-2007 |
| FC Lucerne          | Suiza         | 2007-2010 |
| Grasshoppers Zurich | Suiza         | 2010-2011 |
| AC Bellinzona       | Suiza         | 2011-     |